# 江戸の用心棒 (1994年のテレビドラマ)
『江戸の用心棒』（えどのようじんぼう）は、日本テレビ系にて1994年4月12日から1995年3月7日、1995年10月17日から1996年3月5日にかけて毎週火曜日20:00 - 20:54に放送された時代劇シリーズ。製作著作はユニオン映画。

## 概要
旗本生まれの浪人、朝霞清三郎（高橋英樹）が自ら江戸の人たちの用心棒として、悪と戦い、斬り捨てる活躍を描く。

## 放送日時
第1シリーズ『江戸の用心棒』（全28話）
- 1994年4月12日 - 1995年3月7日

第2シリーズ『江戸の用心棒II』（全16話）
- 1995年10月17日 - 1996年3月5日

両作品とも日本テレビ系で毎週火曜日午後8時より放送。

## キャスト

### 両シリーズ出演
- 朝霞清三郎：高橋英樹
- 新次：船越栄一郎

### 江戸の用心棒
- おりは：高樹沙耶（第1話～第10話）
- 久兵衛：奥村公延（第1話～第8話）
- おみつ：岩井由紀子（第11話～第28話）
- 小雪：牛島ゆうき
- おさん：門田麻希（第1話～第9話）
- 友吉：原田和彦（第11話～第28話）
- お俊：黒田福美
- 桂木道庵：谷啓
- おはま：うつみ宮土理（第11話～第28話）
- おたか：八千草薫（第1話～第8話）

### 江戸の用心棒II
- 小夏：河合奈保子
- 柳瀬覚之助：阿藤海
- おみよ：本田みずほ
- おとせ：星由里子
- 生駒屋幸兵衛：名古屋章

## スタッフ

### 江戸の用心棒
- 企画：岡部英紀（第1話～第10話）
- 制作：長富忠裕（第11話～第28話）、岡部英紀（第11話～第28話）（日本テレビ）
- プロデューサー：中尾孝道、加納譲二、大藤博司（第1話～第10話）、今井正夫（ユニオン映画）
- 脚本：柴英三郎、田上雄、中野顕彰、蔵元三四郎、和久田正明、塙五郎、ちゃき克彰、田村多津夫、志村正浩、胡桃哲、藤井邦夫
- 音楽：大野雄二
- 音楽ディレクター：鈴木清司
- 撮影：片山顕、原田裕平ほか
- 照明：土居欣也、岩見秀夫、武邦男ほか
- 録音：田辺義教、中川清ほか
- 美術：塚本隆治、鈴木孝俊ほか
- 助監督：六車雅宣、佐藤晴夫、梅原重行ほか
- 記録：内藤幸子、中田英子、森井千尋ほか
- 整音：神戸孝憲
- 編集：藤原公司
- 計測：原田国一、山本辰也
- 舞踊振付：若柳香織里（第19話）
- 邦楽監修：中本哲
- 衣装：米田稔
- 演技事務：西村尚三
- 装飾：三木雅彦、極並浩史ほか
- 装置：竹村佳三、鈴木敏之ほか
- 小道具：高津商会
- 美粧・結髪：東和美粧
- かつら：山崎かつら
- スチール：北脇克巳ほか
- 広報：難波佐保子
- 進行：土生川明弘、木岡敦、松田渡
- 擬斗：土井淳之祐（東映剣会）
- 進行主任：進藤盛延
- 協力：京都・大覚寺、御室・仁和寺（第19話）
- 現像・テレシネ：IMAGICA
- プロデューサー補：大澤雅彦、広松肇
- オープニング・ナレーター：内海賢二
- 協力：アイウエオ企画
- 監督：池広一夫、金鐘守、関本郁夫、小野田嘉幹、小澤啓一、齋藤光正、原田雄一、井上泰治
- 制作協力：東映太秦映像
- 制作：日本テレビ
- 製作著作：ユニオン映画

### 江戸の用心棒II
- 制作：長富忠裕、岡部英紀、高橋靖二（日本テレビ）
- プロデューサー：中尾孝道、加納讓治、今井正夫（ユニオン映画）
- 脚本：鈴木生朗、渡辺善則、藤井邦夫、和久田正明、志村正浩、いずみ玲、ちゃき克彰、峯尾基三、田村多津夫、田上雄
- 音楽：横山菁児
- 撮影：原田裕平ほか
- 照明：岩本秀夫ほか
- 録音：面屋竜憲ほか
- 美術：佐野義和ほか
- 助監督：佐藤晴男ほか
- 記録：内藤幸子ほか
- 整音：神戸孝憲
- 編集：藤原公司ほか
- 計測：山本辰也ほか
- 邦楽監修：中本哲
- 衣装：米田稔
- 演技事務：西山尚三
- 制作デスク：小菅庸代
- 装飾：窪田治ほか
- 装置：小川善春ほか
- 小道具：高津商会
- 美粧・結髪：東和美粧
- かつら：山崎かつら
- 進行：松田渡ほか
- スチール：荒川大介
- 広報担当：難波佐保子
- 進行：松田渡ほか
- 擬斗：土井淳之祐（東映剣会）
- 進行主任：進藤盛延
- 協力：京都・大覚寺
- 現像・テレシネ：IMAGICA
- プロデューサー補：大澤雅彦（日本テレビ）、広松肇
- オープニング・ナレーター：小林清志
- 協力：アイウエオ企画
- 監督：関本郁夫、小澤啓一、金鐘守、原田雄一、井上泰治、齋藤光正
- 制作協力：東映太秦映像
- 制作：日本テレビ
- 製作著作：ユニオン映画

## 主題歌
「心の扉」作詞：荒木とよひさ、作曲：浜圭介、編曲：芳野藤丸、唄：西城秀樹（BMGビクター）
当初はオープニング主題歌だったが、第7話からエンディングに変更。なおテレビ東京の「時代劇アワー」で放送された際は全話オープニングで流れていた。

## 放送リスト

### 江戸の用心棒
「汚された恋文」、「赤さび侍 夫婦の絆」、「怒りの父子十手」は本放送時未放映。
第27話と第28話は本放送時はSP枠として放送。（1995年3月7日）
| 回 | サブタイトル                      | 脚本       | 監督       | ゲスト |
| -- | --------------------------------- | ---------- | ---------- | --- |
| 1  | 汝懐妊われ覚えあり （スペシャル） | 柴英三郎   | 池広一夫   | 坂井仙之丞：峰岸徹 留吉：織本順吉 泉州屋重兵衛：鶴田忍 ：西山浩司 ：今井和子 ：小牧彩里 塚田：森章二 ：久米明 門田：中田博久 ：間寛平 ：あき竹城 小堀大和守：中尾彬 |
| 2  | ガマの油とブリ大根                | 田上雄     | 金鐘守     | 大木勘兵衛：渡辺哲 お峰：東啓子 出羽屋軍兵衛：睦五朗 橋爪格之進：原口剛 木曽屋：久賀大雅 飛騨屋：浜田雄史 ：C.C.ガールズ ：青田典子 ：藤原理恵 ：藤森夕子 ：原田徳子 |
| 3  | そば一杯の用心棒                  | 中野顕彰   | 金鐘守     | 与平：すまけい 北沢幸太郎：六浦誠 山岡玄蔵：伊藤高 黒川：伊東達広 東田：下元年世 同心：荻原郁三 蔦：宮田圭子 ：本間由美 ：峰蘭太郎 ：小船秋夫 |
| 4  | 金貸し婆の最期の一両              | 蔵元三四郎 | 関本郁夫   | おかね：園佳也子 袴田新左衛門：赤羽秀之 及川主膳：外山高士 松前：成瀬正孝 佐々木：唐沢民賢 |
| 5  | まやかしの花嫁衣裳                | 和久田正明 | 関本郁夫   | お蝶：吉川十和子 丸屋銀蔵：立川三貴 小平次：螢雪次朗 神谷十内：五味龍太郎 玄徳：岡田正典 つぼ八：勝野賢三 ：当銀長太郎 |
| 6  | 馬の脚、めざし一匹三千両          | 塙五郎     | 小野田嘉幹 | 中村仲蔵：石倉三郎 おふみ：平淑恵 藤堂左馬助：浜田晃 大口屋藤兵衛：穂積隆信 松吉：広瀬義宣 大場陣十郎：福本清三 市川団十郎：小泉のぼる |
| 7  | 哀れ! 結び文の謎                  | ちゃき克彰 | 小野田嘉幹 | ぼたん：越智静香 駒蔵：山田吾一 神谷采女正：宮口二郎 但馬屋：幸田宗丸 安川六郎太：石倉英彦 仙吉：大村波彦 お政：島村晶子 曙：桂木麻智 小紫：高田有基 利助：藤原考一 供侍：西山清孝 弥八：池田謙治 熊蔵：小峰隆司                                                               |
| 8  | 清さん、女難の相あり              | 田村多津夫 | 小澤啓一   | 千代吉：芦川よしみ 市助：沖田浩之 梶川平左衛門：亀石征一郎 江坂屋惣兵衛：中田浩二 望月小十郎：出水憲 和尚：徳田興人 本間源蔵：国田栄弥 治兵衛：森下鉄朗 小堀右太夫：木谷邦臣 おかつ：三浦徳子                                                                                  |
| 9  | 残酷!拝領妻                       | 和久田正明 | 金鐘守     | みさと：森恵 八田敬四郎：河原崎建三 名取兵庫：黒部進 大鳥助之進：柳原久仁夫 伊勢屋金蔵：山口幸生 杢兵衛：日高久 東五郎：河本忠夫 忠次：山田永二 黒松伊賀守：西田健 |
| 10 | 当たり千両富くじ娘                | 蔵元三四郎 | 金鐘守     | おつる：佐藤友紀 大吉：不破万作 備州屋伊三次：小林勝彦 新井兼継：深江章喜 女衒：真田実 金次：野土晴久 源八：井上茂 大家：邦保 米屋：遠山二郎 長屋のかみさん：山本志づ世 |
| 11 | 天高く死者訪れる秋                | 志村正浩   | 齋藤光正   | 北川茂左衛門：長門裕之 内藤紀伊守：長谷川明男 村山主膳：小沢象 唐木屋：原田清人 早田軍兵衛：石倉英彦 八重：南田洋子 |
| 12 | 仕官の道の甘い罠                  | 胡桃哲     | 齋藤光正   | 滝川太兵衛：江藤潤 さよ：山本みどり 鏑木兵部：西沢利明 稲村軍兵衛：井上高志 小倉屋弐左衛門：森章二 司屋：北見唯一 佐久間：笹木俊志 お時：村上理子 卯之吉：武井三二 漁師：矢部義章                                                                                              |
| 13 | 天下を分けた女の斗い              | 和久田正明 | 原田雄一   | おしげ：五十嵐いづみ 徳之助：ひかる一平 高見沢監物：原口剛 寺岡宗風：佐藤京一 楓：佳山まりほ 卯兵衛：大木晤郎 やくざ：木下通博 やくざ：司裕介 高見沢の用人：波多野博 お勝：波乃久里子                                                                                          |
| 14 | 調子がよくてすねた奴              | 蔵元三四郎 | 原田雄一   | 銀太：坂上忍 眉月伝八郎：和崎俊哉 大口屋喜平次：須永克彦 捨三：西尾塁 仙七：赤城太郎 黒木：当銀長太郎 眉月の配下：木谷邦臣 同心：峰蘭太郎 同心：山田良樹 奉行所の門番：西山清孝                                                                                                |
| 15 | 大奥(秘)怨み節                    | 志村正浩   | 金鐘守     | 山城屋惣兵衛：川津祐介 三浦刑部大輔：伊吹剛 立花出雲守：川合伸旺 おまき：野口ふみえ 藤尾：藤代宮奈子 渡辺純心：伊庭剛 立花伊織：妹尾洸 立花の配下：谷口高史 大谷：結城市朗 浪人：藤長照夫                                                                                      |
| 16 | ひょっとこ踊りが謎を解く          | 中野顕彰   | 金鐘守     | およう：増田恵子 出島屋徳兵衛(夜嵐の久蔵)：津村鷹志 赤塚忠義：高野真二 長吉：篠塚勝 お菊：津島令子 |
| 17 | 走れ!夜逃げ屋                     | 和久田正明 | 井上泰治   | 喜之助：樋浦勉 丁字屋万兵衛：遠藤太津朗 片山四郎五郎：遠藤征慈 寺田監物：玉生司朗 駒蔵：朝日完記 五郎蔵：柳原久仁夫 半助：水上保広 三宅伊織：西園寺章雄 糸平：浜田雄史 |
| 18 | 狙われた父娘                      | 中野顕彰   | 井上泰治   | 喜八：中西良太 天童重兵衛：伊藤敏八 市兵衛：小鹿番 お米：大塚露那 お稲：武田京子 おとよ：塚本加成子 久作：阿木五郎 徳兵衛：千葉保 商人：芝本正 辰吉：下元年世 仁蔵：岡田洪志 婆さん：小笠原町子 萬の勘兵衛：疋田泰盛 浪人：細川純一                                            |
| 19 | 花の吉原 人斬り魔                 | 志村正浩   | 齋藤光正   | 薄衣：真行寺君枝 米川図書頭：鹿内孝 お篠：松本友里 並木和之進：矢野武 寺内頼母：出水憲 えびす屋徳兵衛：牧冬吉 えびす屋手代：田中弘史 赤井：笹木俊志 住職：蓑和田良太 小川玄朴：遠山金次郎 会津藩藩士：白井滋郎 米川の家臣：司裕介 駕籠屋：池田謙治                             |
| 20 | 汚された恋文                      | 和久田正明 | 金鐘守     | 小りん：竹井みどり おさき：渋谷琴乃 大仏屋宗五郎：小野武彦 土田頼母：西山辰夫 三州屋：山本弘 安岡伝九郎：五十嵐義弘 おいせ：和田かつら 大仏屋番頭：峰蘭太郎 |
| 21 | 赤さび侍 夫婦の絆                 | 蔵元三四郎 | 金鐘守     | 石倉助右衛門：誠直也 八代隼人正：青木義朗 相馬彦九郎：永井秀和 おしず：小林かおり 平之助：森下鉄朗 春吉：梶本潔 権太：日高久 相馬の配下：藤沢徹夫 百姓：壬生新太郎 百姓：東孝 百姓：畑中伶一                                                                                   |
| 22 | 女形と賞金首                      | 志村正浩   | 井上泰治   | 井村源八郎：速水亮 お秀：速水典子 増山将監：北原義郎 大熊右衛門：久賀大雅 大杉屋：岡村嘉隆 お梶：山口朱美 野田彦六：福本清三 松尾十蔵：床尾賢一 三枝鋭太郎：西村龍弥 近江屋：波多野博 赤井平八：加藤三彦 源吾：渡辺琢之                                                        |
| 23 | 怒りの父子十手                    | 中野顕彰   | 井上泰治   | 長兵衛：小林昭二 お孝：伊藤美由紀 椿左内 (般若の仁蔵)：磯部勉 小平次：岩尾正隆 前田頼母：五味龍太郎 朝吉：小栗雅弘 合田：萩原郁三 おばあちゃん：鳴尾よね子 ：服部明美 高瀬：有島淳平 新吉：野土晴久 才造：森山陽介 手代：松尾裕之 辰巳屋の客：稲泉智万 ：川鶴晃裕 娘：富永礼子 |
| 24 | あばかれた秘密                    | 和久田正明 | 齋藤光正   | 千石屋駒蔵：大出俊 おかよ：寺田玲 浅太郎：佐野圭亮 倉橋長門守：宮口二郎 文仁堂馬風：睦五朗 尾州屋弥兵衛：須永克彦 和兵衛：芝本正 五百吉：柳原久仁夫 用心棒：細川純一 |
| 25 | 身代り清三郎、鬼になる!           | 藤井邦夫   | 齋藤光正   | 山崎屋志保：塚田きよみ お弓：三浦リカ 野村主水：中田浩二 山崎屋徳兵衛：金井大 蓑吉：草薙良一 松浪彦之丞：石倉英彦 ：国田栄弥 野菜売り：大矢敬典 職人：宮城幸生 浪人：池田謙治                                                                                                  |
| 26 | 千両箱が消えていく                | 志村正浩   | 金鐘守     | 宗太郎：井上純一 お小夜：市川翔子 唐沢半兵衛：中康治 闇の黒兵衛：高桐真 染吉：仰樹枝里 お駒：宮田圭子 中井源蔵：滝譲二 文助：西園寺章雄 同心：西山清孝 黒兵衛の子分：峰蘭太郎                                                                                                  |
| 27 | 春一番!江戸っ子娘                 | 和久田正明 | 井上泰治   | お春：つみきみほ お袖：立花理佐 片桐右京：内田勝正 三国屋与兵衛：常泉忠通 尾上四郎五郎：下元年世 多門吉弥：岡田洪志 金五郎：当銀長太郎 相模屋：伝法三千雄 伊三次：勝野賢三 三蔵：大木晤郎 権次：大矢敬典 同心：白井滋郎 客：壬生新太郎 喜八：石立鉄男                          |
| 28 | 男芸者が命を賭けた!               | 和久田正明 | 井上泰治   | お春（春姫）：つみきみほ 望月丹波守：西田健 田丸伊予守：柴田侊彦 大村雨月：河西健司 林図書：田畑猛雄 猿千代：関根大学 治兵衛：森下鉄朗 ：タンクロー 同心：笹木俊志 望月の配下：藤沢徹夫 望月の配下：小坂和之 喜八（別所新兵衛）：石立鉄男                                      |

### 江戸の用心棒II
| 回 | サブタイトル      | 脚本       | 監督     | ゲスト |
| -- | ----------------- | ---------- | -------- | --- |
| 1  | 命を賭けた鬼与力  | 鈴木生朗   | 関本郁夫 | 秋山平蔵：田村亮 牧野静山：名和宏 土屋相模守：穂積隆信 尾崎主水正：水上保広 ：ただのあつ子 南町奉行：国田栄弥 米屋：有島淳平 ：川本美由紀 ：富永佳代子 牧野の配下：藤沢徹夫 牢番：司裕介 役人：大矢敬典 |
| 2  | 将軍吉宗の古証文  | 渡辺善則   | 関本郁夫 | 矢七：坂上忍 柿崎但馬守：浜田晃 陸奥屋茂兵衛：田口計 お房：松本友里 島九十郎：成瀬正孝 松蔵：岡田正典 与平次：大木晤郎 武蔵屋喜平：久遠利三 座頭：勝野賢三 ：タンクロー 座頭：杉山幸晴 木場政：床尾賢一 |
| 3  | 美人画の罠        | 藤井邦夫   | 小澤啓一 | 十郎兵衛：田中隆三 お楽：北原佐和子 大垣主膳：川合伸旺 歌川清麿 (巳之吉)：内田直哉 扇堂徳兵衛：中田浩二 杵屋の主人：芝本正 老婆：小林泉 ：疋田泰盛 常吉：小峰隆司 亀吉：松本潤一 ：河合綾子 ：稲泉智万 ：川鶴晃裕 ：中村建人 奉公人：畑中伶一 ：山田永二                                                                                         |
| 4  | 人情子連れ芸者    | 和久田正明 | 小澤啓一 | 小太郎：吉川十和子 伊勢屋寅蔵：沼田爆 浮田伊賀守：久富惟晴 高坂玄蕃：中田博久 おはん：斉藤林子 松五郎：千葉保 忠吉：西園寺章雄 おふく：和田かつら ：峰蘭太郎 ：遠山金次郎 |
| 5  | 当世殺しの人事    | 渡辺善則   | 金鐘守   | 弥五郎：長谷川哲夫 沢池蔵人：堀内正美 お亜紀：中原果南 島尾播磨守：江見俊太郎 河内屋喜平：高桐真 後藤兵庫：石倉英彦 浅見七之助：入江毅 磯部：久賀大雅 ：川鶴晃裕 ：加藤寛治 ：西村龍弥 ：八神辰之介 ：山根誠示 ：内藤和也 ：松永吉訓 ：分寺裕美 ：美松艶子 奥方：星野美恵子                                                                      |
| 6  | 蝶々の仇討ち      | 藤井邦夫   | 金鐘守   | お袖：中野みゆき 弥平：内田稔 大野主膳：伊東達広 伝蔵：草薙良一 徳助：結城市朗 仁兵衛：柳原久仁夫 源八：広瀬義宣 医師：梶本潔 お蝶：吉田真紀 お島：五代百絵 近江屋：浜田雄史 和泉屋手代：窪田弘和 ：林哲夫 役人：白井滋郎 ：南雲勝 美濃屋手代：浅田祐二 伝蔵の子分：本山力 ：桂登志子 ：藤坂有希                                                 |
| 7  | 悪事千里を走る    | 志村正浩   | 原田雄一 | 疾風の俊助：斉藤隆治 韋駄天の半次 / 直次（二役）：山口粧太 伏見屋徳兵衛：津村鷹志 大内出羽守：和崎俊哉 お里：寺田千穂 相原兵蔵：川浪公次郎 尾張屋：森下鉄朗 伏見屋番頭：遠山二郎 伏見屋の飛脚：西村正樹 伏見屋の飛脚：浜田隆広 亀吉：松本潤一 同心：司裕介 市蔵：小坂和之 寺社方役人：木下通博 ：柴田善行 ：芹川周市 ：山本容子 おれん：鈴川法子 |
| 8  | 髪結いの亭主で候  | いずみ玲   | 原田雄一 | おさき：水島かおり 政吉：鷲生功 嶋村半九郎：伊藤敏八 赤不動の増蔵：岩尾正隆 同心 岩田：田中弘史 尾張屋：萩原郁三 金太：塩賀純平 弥助：細川純一 巳之吉：五十嵐義弘 ：奔田陵 ：壬生新太郎 ：奥野公一 ：中川峰男 長屋のおかみ：稲垣陽子 |
| 9  | 尼寺の秘密        | 鈴木生朗   | 金鐘守   | 順貞尼：辻沢杏子 一色主膳：亀石征一郎 四海屋嘉平：峰祐介 妻木孫兵衛：谷口高史 作造：山口幸生 お小夜：小林鈴賀 亀吉：松本潤一 松前屋：有島淳平 ：小泉敏生 ：辻本良紀 ：勇家寛子 ：つりたみづえ ：松本よう子 ：分寺裕美 ：丹羽美奈子 |
| 10 | 大江戸ゴミ騒動    | ちゃき克彰 | 井上泰治 | 仙吉：米山善吉 お咲：森下涼子 板倉主馬頼長：山本清 備前屋：江藤漢 青井市之進：高品剛 廻船問屋主人：大木晤郎 おしま：塚本加成子 備前屋の手下：福本清三 ：功刀明 備前屋の手下：河本忠夫 ：石原耕 ごみ回収屋：畑中伶一 ：河合綾子 |
| 11 | 死体が消えた!     | 峯尾基三   | 井上泰治 | おゆき：松永麗子 榊玄之助：磯部勉 馬琴：多賀勝一 佐吉：中嶋俊一 直次郎：若山騎一郎 井筒屋：北見唯一 越後屋：芝本正 亀吉：松本潤一 山岡左門：笹木俊志 西兵庫：峰蘭太郎 仁蔵：小谷浩三 ：江原政一 ：松田吉博 ぼたん：田辺ひとみ |
| 12 | 女は度胸の珍商売  | 和久田正明 | 齋藤光正 | おもん：蜷川有紀 おふみ：日下由美 半次郎：黒田隆哉 鍵屋与兵衛：小林勝彦 助六：岡部征純 市子市蔵：石倉英彦 伝蔵：伝法三千雄 山城屋：梶本潔 飯屋の親父：疋田泰盛 銀蔵：木谷邦臣 ：藤沢あゆみ 亀吉：松本潤一 内藤玄斎：遠山金次郎 山城屋人足頭：木下通博 ：奥野公一 千代松：矢部義章 ：勇家寛子                                                     |
| 13 | 駈け落ち無情      | 志村正浩   | 齋藤光正 | お沢：岩本千春 峰吉：久保田篤 吉村数之進：南条弘二 武蔵屋伝兵衛：小沢象 大島伊勢守：黒部進 内藤主馬：有川正治 虎蔵：山本弘 ：はりた照久 九十九屋：浜田雄史 ：門田裕 同心：藤沢徹夫 浪人：細川純一 虎蔵の子分：小坂和之 虎蔵の子分：床尾賢一 亀松：杉山幸晴 吉村の妻：鈴川法子                                                                    |
| 14 | 悪のからくり草紙  | 田村多津夫 | 井上泰治 | おりつ：一色彩子 橋田屋治兵衛：辻萬長 梶浦監物：五味龍太郎 中丸屋平右衛門：牧冬吉 仙蔵：広瀬義宣 茂七：安部潮 千原：入江毅 亀吉：松本潤一 大工の父親：宮城幸生 大工：柴田善行 貸本屋：林哲夫 仙蔵の子分：小谷浩三 瓦版屋：窪田弘和 瓦版屋：藤枝政巳 ：川鶴晃裕 ：泉知奈津 ：山田麻起子                                                           |
| 15 | 縁談アリ地獄      | 渡辺善則   | 井上泰治 | お由紀：鈴木早智子 喜平次：島英臣 播磨屋吉五郎：早川純一 本庄隼人正：遠藤征慈 清島玄馬：西山辰夫 菅沼紋太夫：出水憲 向井六郎太：白井滋郎 本庄一蔵：金井良成 信濃屋：波多野博 太平：大矢敬典 中間：畑中伶一 ：脇田吉史 ：白川明彦 |
| 16 | 危うし!朝霞清三郎 | 田上雄     | 井上泰治 | 茂原伝八郎：河原崎建三 お園：山本みどり 飛騨屋甚五郎：原田清人 榊原主膳：高野真二 善兵衛：阿木五郎 平七：蔵多哲雄 藩士：亀井賢二 手塚仙十郎：峰蘭太郎 巳之助：山内勉 桂木儀兵衛：武井三二 飛騨屋の手下：河本忠夫 ：南雲勝 ：松永吉訓 長屋の住人：前川恵美子 ：上田こずえ ：安田ひとみ                                                            |

## 放送に関するエピソード
- 第1シリーズの第11話でオープニングナレーションが追加され、それに伴ってオープニング映像も変更された。
- 第2シリーズには西城秀樹のテーマソングが挿入され、登場人物や劇伴音楽など大幅にアレンジが変更された。
- バップから第1シリーズを収録したビデオが発売されたが、第3巻まで（第8話まで）のリリースに終わった。
- 2025年9月2日よりBS日テレにおいて第1シリーズからの放送が行われる予定。しかし、初回スペシャルからの放送ではなく、第10話（初回スペシャルを含めると第11話）からの放送である。

## 前後番組
| 日本テレビ系 火曜20時枠                                     | 日本テレビ系 火曜20時枠                          | 日本テレビ系 火曜20時枠                                     |
| 前番組                                                      | 番組名                                           | 次番組                                                      |
| ----------------------------------------------------------- | ------------------------------------------------ | ----------------------------------------------------------- |
| 父子鷹 （1994年1月11日 - 3月22日）                          | 江戸の用心棒 （1994年4月12日 - 1995年3月7日）    | 火曜デラックス'95 （1995年4月11日 - 9月5日） ※19:00 - 20:54 |
| 火曜デラックス'95 （1995年4月11日 - 9月5日） ※19:00 - 20:54 | 江戸の用心棒II （1995年10月17日 - 1996年3月5日） | 火曜デラックス'96 （1996年4月9日 - 9月17日） ※19:00 - 20:54 |